# Юн, Рик
Рик Юн (англ. Rick Yune, кор. 윤성식, род. 22 августа 1971, Вашингтон) — американский актёр, сценарист, продюсер, мастер боевых искусств и бывшая модель. Среди его самых известных работ числятся фильмы «Заснеженные кедры» (1999), «Форсаж» (2001) и «Умри, но не сейчас» (2002). Кроме того он исполнил роли Хайду в телесериале Netflix «Марко Поло» и Джа в телесериале «Побег».

## Биография
Юн родился в Вашингтоне в корейской семье. Его младшим братом является актёр Карл Юн. Юн учился в средней школе и колледже в Силвер-Спринге, штат Мэриленд. В 1994 году он получил диплом финансиста в Уортонской школе бизнеса. Он был одним из первых трейдеров хедж-фондов в S.A.C. Capital Advisors, однако ушёл оттуда, чтобы заниматься предпринимательской деятельностью.
Юн практикует многие боевые искусства — он достиг олимпийского стандарта в тхэквондо и был кандидатом в олимпийскую сборную США. Он изменил написание своей фамилии с "Yun" на "Yune" в угоду Гильдии киноактёров США.
Во время учёбы в Уортоне Рик Юн работал интерном в акционных домах на Уолл-стрит в середине 1992 года. В то время он был открыт модельным агентом и вскоре стал первой азиатско-американской моделью, участвовавшей в рекламе Versace и Ralph Lauren’s Polo.
Юн дебютировал в кино в 1999 году, сыграв Казуо Миамото, героя японо-американской войны, которого обвиняют в убийстве уважаемого рыбака (сыгран Дэниелом фон Баргеном) в сплочённом сообществе, в фильме Скотта Хикса «Заснеженные кедры», адаптации одноимённого пост-военного романа Дэвида Гатерсона.
Юн сыграл Джонни Трана, безжалостного лидера китайской группировки и соперника персонажа Вина Дизеля, в фильме 2001 года «Форсаж».
В 2002 году Юн исполнил роль бондовского злодея Цао в фильме с Пирсом Броснаном и Хэлли Берри «Умри, но не сейчас». В тот же год он попал в список самых красивых людей мира по версии журнала People.
В 2005 году Юн сыграл в двух эпизодах шпионского телесериала ABC «Шпионка»; он предстал в роли современного самурая Казу Тамазаки, которого преследует героиня Дженнифер Гарнер в Сиднее. Он также появился в гостевых ролях в юридическом драмеди ABC «Юристы Бостона» и криминальной драмы CBS «C.S.I.: Место преступления».
Юн стал продюсером приключенческого боевика «Пятая заповедь» (2008), в котором также сыграл одну из главных ролей; его коллегами по съёмочной площадке были Кит Дэвид и Букем Вудбайн.
В фильме о боевых искусствах «Железный кулак» с Расселом Кроу и Люси Лью в главных ролях.
В 2013 году Юн сыграл роль злодея Канга Ёнсака в остросюжетном боевике «Падение Олимпа» с Джерардом Батлером.